# Lineville (Iowa)
Lineville es una ciudad ubicada en el condado de Wayne en el estado estadounidense de Iowa. En el Censo de 2010 tenía una población de 217 habitantes y una densidad poblacional de 93,51 personas por km².

## Geografía
Lineville se encuentra ubicada en las coordenadas 40°35′13″N 93°31′24″O / 40.58694, -93.52333. Según la Oficina del Censo de los Estados Unidos, Lineville tiene una superficie total de 2.32 km², de la cual 2.32 km² corresponden a tierra firme y (0%) 0 km² es agua.

## Demografía
Según el censo de 2010, había 217 personas residiendo en Lineville. La densidad de población era de 93,51 hab./km². De los 217 habitantes, Lineville estaba compuesto por el 99.08% blancos, el 0% eran afroamericanos, el 0% eran amerindios, el 0.46% eran asiáticos, el 0% eran isleños del Pacífico, el 0% eran de otras razas y el 0.46% pertenecían a dos o más razas. Del total de la población el 0% eran hispanos o latinos de cualquier raza.